# 日爾勒烏鄉
45°10′N 27°10′E / 45.167°N 27.167°E
日爾勒烏鄉（羅馬尼亞語：Comuna Jirlău, Brăila），是羅馬尼亞的鄉份，位於該國東南部，由布勒伊拉縣負責管轄，面積53平方公里，海拔高度48米，2007年人口3,337，人口密度每平方公里62人。